# Лекинио, Жозеф
Жозе́ф Лекинио́ (Лекиньо; фр. Joseph Lequinio; 15 марта 1755, Сарзо — 19 ноября 1814, там же) — французский политический и военный деятель, революционер, депутат Конвента и «представительской миссии» к Армии запада. Был единственным, кто решился 1 апреля 1794 года представить перед Комитетом общественного спасения доклад о жестокостях, творимых революционерами в Вандее. Этот доклад был впервые опубликован только в 2012 году.
До Великой французской революции был адвокатом и крупным землевладельцем. В 1789 году стал мэром полуострова Рюйс, в 1790 году был судьёй трибунала в Ванне, год спустя был избран в Законодательное собрание от Морбиана. Как депутат выступал за наложение ареста на имущество эмигрировавших из страны вследствие революции, отмену титула «величество» применительно к королю, разрешение для священников вступать в брак, а также редактировал информационный листок для крестьян под названием «le Journal des laboureurs» (Газета трудящихся). Будучи избран в Конвент (1792), внёс проект строительства канала между Виленом и Рансом, голосовал за казнь короля и входил в состав миссии к Армии Севера. 9 ноября 1792 года выпустил свою большую работу под заглавием «Les préjugés détruits», переизданную затем в январе и в декабре 1793 года. В ней он призывал к равенству мужчин и женщин, к признанию прав крестьян, отмене смертной казни, уничтожению рабства чернокожих, атеизму и осуждению войны.
Посланный Конвентом в августе 1793 года к Уазе и Эне с Сильвеном-Фалье Леженом, начал аресты всех дворян возрастом от семнадцати до шестидесяти лет среди мужчин и от семнадцати до пятидесяти лет среди женщин (в рамках приведения в жизнь закона о «подозрительных лицах»). Затем был направлен совместно с Жозефом Франсуа Ленело реорганизовать порты Ла-Рошель и Рошфор. Вдвоём они предотвратили окончательный развал разлагающегося флота, арестовывая офицеров без разбора, арестовав в том числе Луи Рене Латуша-Тревиля.
Когда он активно занялся «дехристианизацией» в Приморской Шаранте, то Комитетом общественного спасения в лице Сильвена-Фалье Лежена был предупреждён о своих излишках с выговором. Находясь проездом в Ванне, он вынудил местное население присутствовать при его атеистической речи, что по возвращении его в Париж привело к некоторым проблемам в отношениях с Максимилианом Робеспьером. Между тем в мае 1794 года во имя свободы совести взял под защиту клуб якобинцев, атакованный атеистами Жака Бриваля. В марте 1794 года прибыл в Париж и составил длинный доклад по жестокостям и массовым убийствам, которыми революционеры компрометировали себя в Вандее, и 1 апреля 1794 года пришёл зачитать его перед Комитетом общественного спасения. Будучи разоблачён жителями Рошфора за свои бесчинства и грабежи, скрывался до объявления Конвентом всеобщей амнистии 4 брюмера.
После переворота 9 термидора (27 июля 1794 года) пытался получить контроль над якобинским клубом и, не сумев этого достичь, предложил запретить депутатам принимать участие в народных обществах. Его избрание в Совет пятисот от департамента Нор в 1798 году было аннулировано, после чего он служил инспектором лесов в Валансьене.
Арестованный через несколько дней после покушения на Сан-Никаз (24 декабря 1800 года), он был назначен Наполеоном Бонапартом вице-консулом в Ньюпорт, США, и вернулся в 1806 году, занимаясь после этого исключительно сельским хозяйством.
Его сочинения: «La richesse de la République» (1792); «La Guerre de la Vendée et des Chouans» (1795); «Philosophie du peuple à la portée des gens de campagne» (1796).

## Источник
- Лекинио, Жозеф-Мари // Энциклопедический словарь Брокгауза и Ефрона : в 86 т. (82 т. и 4 доп.). — СПб., 1890—1907.